# چونگ مین تائه
چونگ مین تائه (انگلیسی: Chung Min-tae؛ زادهٔ ۱ مارس ۱۹۷۰) بازیکن بیس‌بال اهل کره جنوبی است.
وی در مسابقات کشوری و بین‌المللی در مجموع برندهٔ ۱ مدال برنز شده‌است.